# Adexe y Nau
Adexe y Nau  es un dúo musical español de música urbana originario de Santa Cruz de Tenerife (Canarias) formado por los hermanos Adexe (nacido el 7 de julio de 2005) y Nauzet (nacido el 9 de diciembre de 2002) Gutiérrez Hernández. Su discografía se compone de 2 álbumes de estudio, desde 2017 hasta la actualidad.
Su carrera musical juntos comienza en 2015, donde motivados por sus padres y, por aquel entonces, director artístico Iván Troyano decidieron lanzar un cover de «Si tú no estás», «Si tú te vas» del artista Nicky Jam. Estos covers cada vez iban teniendo más repercusión, hasta tal punto que el conocido youtuber AuronPlay reaccionó a uno de ellos. Su cover más visto, «Andas en mi cabeza» supera las setecientas millones de visualizaciones, por lo que se han convertido en el mayor fenómeno de Youtube en la historia de España. Esta fama les hizo en 2017 firmar un contrato con Sony Music Latin con quiénes lanzarían tres álbumes de estudio, dos EP, realizar una gira por España y Latinoamérica además de publicar una autobiografía.
Su primer trabajo discográfico «Tú y yo» fue un éxito, logrando posicionarse número uno en países como España,  México o Colombia gracias a las firmas multitudinarias que se realizaron. Este incluía los sencillos «Tú y yo», «Solo amigos», «Yo quiero vivir» entre otros, logrando millones de visualizaciones en la plataforma YouTube.
Entre sus premios destacan tres Teen Choice Awards 2019, un Premio Dial y el Botón de diamante de Youtube. Además, cabe destacar sus múltiples portadas y apariciones en las revistas para adolescentes Bravo o Tú.

## Comienzos
En 2013, junto a su representante Iván Troyano, Adexe comenzó su carrera en solitario con tan solo 8 años, donde lanzó dos temas: «Tu ilusión» y «Soy el único». No fue hasta 2015 que se unió su hermano. A raíz de aquí comenzaron a hacer versiones de temas conocidos de artistas como Sebastián Yatra, Nicky Jam o Prince Royce entre otros. Esto les hizo ganar popularidad, realizando así conciertos nacionales en Gran Canaria y Tenerife.
El 2016 fue su gran año, puesto que firmaron con la oficina Management 33 Producciones con quienes lanzaron su primer sencillo debut e inédito «Tú y yo», compuestos por ellos mismos en colaboración de su representante Iván Troyano, y por aquel entonces, su productor Lupion. Este tema obtuvo un gran éxito, superando las más de doscientas millones de visualizaciones.

## Carrera musical

### 2017
El 11 de febrero de 2017 firmaron su primer contrato discográfico en Miami, con Sony Music Latin, a quienes presentaron las canciones de su debut en un evento privado. En abril ya estaban realizando su primera gira promocional recorriendo los principales medios de comunicación de Miami, Los Ángeles y Puerto Rico. El 5 de mayo de 2017 publican su álbum debut, Tú y yo, compuesto de 9 canciones inéditas. Este disco logró posicionarse en la cima de las listas de ventas de países como España, México y Colombia. Para promocionar el álbum hicieron un recorrido por las televisiones españolas, además de realizar firmas multitudinarias en algunos países del mundo. En junio de ese mismo año participaron en la banda sonora de la película de Sony Pictures Emoji, componiendo junto a Iván Troyano y Lupión la exitosa canción con la que se promocionó la conocida película. El 28 de noviembre participan también para la banda sonora de Jumanji: Bienvenidos a la Jungla con el tema «Juntos En Jumanji». En diciembre de 2017 lanzan su primer, y hasta la fecha, único villancico titulado «Ya estamos en navidad». Realizan una pequeña gira que da pie este mismo mes, comenzando en el Auditorio Metropolitano de Ciudad de México donde realizaron dos funciones tras agotar todas las entradas, atrayendo a más de 12.000 asistentes que acudieron a las dos funciones. El 9 de ese mes formaron parte del prestigioso Flow Fest en Ciudad de México, el mayor festival de música urbana de América. Allí compartieron escenario por primera vez con artistas como Wisin, Daddy Yankee y Ozuna entre otros. Este mismo año aparecieron en diversos programas de televisión, entre ellos Masterchef, donde cantaron «Solo amigos».

### 2018
En marzo de 2018 publican su primer libro Tú y yo: Abrazando un sueño, donde cuentan de primera mano su experiencia en el mundo de la música, desde que comenzaron cantando en un cumpleaños familiar hasta el presente. El 23 de marzo, Adexe y Nau fueron los encargados de actuar en la apertura de los Premios Dial, los más importantes de la música en español, donde recibieron un galardón por ser el Mayor Fenómeno Digital de la Música en España. En abril, actuaron por primera vez agotando todas las entradas en el emblemático En el Auditorio Nacional de México, ante 10.000 personas. El 24 de junio lograron otra meta: colgar el cartel de agotado en el Wizink Center de Madrid. En julio de 2018 comenzaron su primera gira por América, recorriendo países como Argentina, Chile, Uruguay, Perú y México, cosechando un gran éxito en todos sus conciertos. Su primera gira entre España y América logró atraer a más de 150 000 espectadores. En agosto, las voces de Adexe y Nau llegan a Asia, de la mano del grupo femenino Wasuta, con el que colaboraron en la canción y el videoclip «Yo quiero vivir», en japonés y en español. El 26 de octubre publican «Esto no es sincero», junto a Mau & Ricky como sencillo promocional de su segundo álbum de estudio. En noviembre presentan «Vamo' a darle» y finalmente el 30 de noviembre de 2018 publican Binomio perfecto, EP compuesto por 8 canciones (3 inéditas, los 2 sencillos y "Juntos en Jumanji", "Emoji" y "Ya estamos en navidad")"  donde fueron número dos en España, logrando un considerable éxito. El 2 de diciembre cumplen el sueño de realizar un show en el Teatro Gran Rex de Buenos Aires, agotando todas las entradas. El 8 de ese mes vuelven a México y son invitados nuevamente en el Festival Flow Fest.

### 2019
En 2019 Tras el lanzamiento de Binomio perfecto, estrenaron Dando el corazón, un EP donde presentaron cinco canciones de las cuales con éxito habían adelantado a principio de año «Muy lento» y «De verdad» con Abraham Mateo. Además de estos se incluían «Tu chica» y «En mi corazón», canción que grabaron con Izan Llunas. De este tema estrenaron un video oficial el día de lanzamiento del EP. Así Dando el corazón se transformaba en la presentación de lo mejor de la nueva oleada musical de la península ibérica. Meses después, en julio de 2019, lanzan Mira como lo estamo' haciendo, su tercer EP que incluía temas como «Fanática». Estos temas fueron recopilados en su segundo álbum Indiscutibles que incluye los temas de los tres EP. Este segundo y último disco, hasta la fecha, se posicionó en el número tres de las listas de ventas españolas. Con este álbum realizaron el Indiscutibles World Tour recorriendo España y América.

### 2020
En 2020, los jóvenes han lanzado diferentes sencillos como «RKT», «El momento» o «Atrévete» que da título a la gira que realizarán este año por la geografía española y algunas ciudades de México. Además, los cantantes fueron invitados en Los 40 Urban Fest celebrados en Madrid.

### 2021
En 2021, los jóvenes han lanzado temas como el pop romántico "Nos hacemos falta", el éxito "Nada serio", «Fruto prohibido», el cual presentaron en La Resistencia, «Mambeo», colaboraron en "PECAR" de Xylon y terminan el año con un synth pop ochentero «Diferente», además de continuar con la gira Atrévete Tour con la que llegarán a zonas de España y México en 2022.

### 2022
Arrancan en el año 2022 con "El Problema" un tema pop de desamor y en marzo sorprenden al público con "Escondido" un tema propio junta a Robleis. Ese mismo invierno se van de gira por España con el "Atrévete Private Tour", con el que van por las salas más importantes del país y consiguen algunos sold outs además de terminar su gira por Latinoamérica con su tercer Auditorio Nacional de México. Ese mismo año siguen sacando sencillos como "Confundida", "Sé que te gusta" un pop rock atrevido, "Pal Agua" en verano y en otoño colaboran en "Karma" de César Ac, el espontáneo dembow "Ella lo mueve" con El Completo RD y sacan sus temas propios para terminar el año "Contigo" un pop electrónico y "La Fiera" en homenaje a sus aficionados de Latinoamérica.

### 2023
Empiezan el año 2023 publicando en enero "Llorarte un río" un pop rock melancólico. En febrero publican el videoclip de "Ella lo mueve" y hasta diciembre no vuelven a aparecer cuando salen en "Qué Chimba!", un tema colaborativo grabado en 2022 entre varios artistas que se unieron gracias a participar en la gira de Los 40 Urban Fest. Consiguen el millón de seguidores en Instagram y crean su propio estudio de grabación junto a Mowlihawk en Atlántico Estudios, siendo suya la parte musical. Músicalmente hablando es su año con menos canciones y menos actividad en la música. Pese a eso siguen trabajando y siguen grabando canciones.

### 2024
Actualmente se encuentran trabajando en su música y buscando su sonido más característico para volver a la escena musical Este Año 2024.

## Causas sociales
El 8 de enero de 2022, Adexe y Nau participaron en el concierto solidario Más fuertes que el volcán, el cual fue organizado por Radio Televisión Española con el fin de recaudar fondos para los damnificados por la erupción volcánica de La Palma de 2021.

## Discografía

### Álbumes de estudio
- Tú y yo (2017)
- Indiscutibles (2019)

### EP
- Binomio Perfecto (2018)
- Dando el corazón (2019)
- Como lo estamo' haciendo (2019)

## Giras
Los cantantes han recorrido América Latina y España a través de sus tres giras, en las que han podido disfrutar de agotado en países como: México, Argentina o España. Su primera gira, logró superar los 150.000 espectadores , siendo todo un éxito para los hermanos.
| 2018 | Tú y Yo (Spanish Tour)   | 150.000 espectadores |
| 2018 | Tú y Yo (American Tour)  | 150.000 espectadores |
| 2019 | Indiscutibles World Tour |                      |
| 2020 | Atrevéte Tour            |                      |
| 2021 | Atrevéte Tour            |                      |

## Libro
Tú y Yo: Abrazando un sueño es el libro de los hermanos cantantes Adexe y Nau, publicado el 20 de marzo de 2018 en España, Perú, México y Chile, mientras que en Argentina, Colombia y Uruguay se lanzó en abril del mismo año. Para promocionar el libro y su venta, los hermanos recorrieron España y Latinoamérica firmando y dedicando el libro a sus fanáticos.

## Premios y nominaciones

### LOS40 Music Awards
| Año  | Categoría                    | Premio             | Resultado | Ref.   |
| ---- | ---------------------------- | ------------------ | --------- | ------ |
| 2022 | Mejor artista o grupo urbano | LOS40 Music Awards | Nominados | [ 32 ] |